# Samuel Liljeblad

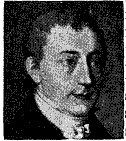
Samuel Liljeblad

Samuel Liljeblad (* 20. Dezember 1761 in Mösjöholt, Södra Vi församling, Kalmar län; † 1. April 1815 in Uppsala) war ein schwedischer Botaniker. Sein offizielles botanisches Autorenkürzel lautet „Lilj.“.
Liljeblad studierte ab 1782 in Uppsala mit dem Magister-Abschluss 1789. Ab 1788 unternahm er eine botanische Sammelreise nach Lappland, von dem ein Tagebuch existiert. Danach war er Assistent am Naturalienkabinett in Uppsala. 1793 wurde er in Uppsala in Medizin promoviert. 1796 wurde er Adjunkt und 1802 Borgström-Professor für praktische Ökonomie an der Universität Uppsala. 1810 amtierte er als Rektor der Universität.
1809 heiratete Liljeblad Johanna Christina Ekfors.
Als Medizinstudent in Uppsala befasste er sich viel mit Botanik und betreute Exkursionen, wofür er ein schwedisches Verzeichnis der Pflanzen seiner Heimat herausgab (mit Beschreibungen und Begriffserläuterungen), das gut aufgenommen wurde und 1792 im Druck erschien. Es war eine erweiterte schwedische Ausgabe der Flora Suecica von Carl von Linné, war aber im Gegensatz zu Linné auch des Lateinischen Nichtkundigen zugänglich. Es erlebte viele Neuauflagen.

## Schriften
- Utkast till en svensk Flora, 1792, 3. Auflage von J. H. Wallman 1816.
- Diarium för en Lappsk Resa Anträdd d. 29 maji 1788, Herausgeber Karin Snellman und Margit Wennstedt, Forskningsarkivet, Umeå Universitet 1997, pdf.